# Gotō Shōjirō
Pour les articles homonymes, voir Goto.
Gotō Shōjirō est un nom japonais traditionnel ; le nom de famille (ou le nom d'école), Gotō, précède donc le prénom (ou le nom d'artiste).
Le comte Gotō Shōjirō (後藤 象二郎, né le 13 avril 1838 au domaine de Tosa et décédé à l'âge de 59 ans le 4 août 1897 à Hakone dans la préfecture de Kanagawa) est un samouraï japonais qui devint homme politique durant l'ère Meiji et fut l'un des meneurs du mouvement pour la liberté et les droits du peuple (自由民権運動, jiyū minken undō) qui évoluera en parti politique.

## Biographie
Natif du domaine de Tosa (actuelle préfecture de Kōchi), il participe au mouvement anti-étrangers avec son compatriote Sakamoto Ryōma. Après avoir été promu par son domaine, il s'empare du pouvoir politique du fief et exerce son influence sur le daimyō Yamauchi Toyoshige pour appeler le shogun Tokugawa Yoshinobu à retourner le pouvoir à l'empereur.
Après la restauration de Meiji, Gotō est nommé à différents postes gouvernementaux, tels que gouverneur d'Osaka et sangi (conseiller), mais quitte le gouvernement de Meiji en 1873 à cause des décisions prises lors du Seikanron sur la question coréenne et, plus généralement, en opposition à la domination Chōshū-Satsuma sur le nouveau gouvernement. Avec Itagaki Taisuke, il propose l'établissement d'un parlement populaire élu. En 1874, toujours avec Itagaki Taisuke, en plus d'Etō Shimpei et Soejima Taneomi de la province de Hizen, il fonde l'Aikoku kōtō (« parti public des patriotes »), en déclarant : « Nous, les trente millions de personnes au Japon, sommes toutes dotées de certains droits, comme ceux d'apprécier et de défendre la vie et la liberté, d'acheter et de posséder une propriété, d'obtenir un travail et de prétendre le bonheur. Ces droits sont innés et appartiennent à tous les hommes, et ne peuvent être retirés par le pouvoir d'un autre homme. » Cette position anti-gouvernementale trouve écho chez les anciens samouraïs, l'aristocratie rurale (qui doit verser de très forts impôts) et les paysans (mécontents des prix élevés et des bas salaires).
Après la conférence d'Osaka de 1875, il retourne brièvement au gouvernement et devient membre du genrōin. Il dirige également la mine de charbon de Takashima à Kyūshū, mais la trouve déficitaire et vend ses intérêts à Iwasaki Yatarō.
En 1881, il revient à la politique et aide Itagaki Taisuke à fonder le parti libéral du Japon qui développe le mouvement de coalition Daidō danketsu en 1887.
En 1889, Gotō est nommé ministre des Communications dans le gouvernement de Kuroda Kiyotaka, et reste à ce poste durant les premiers gouvernements de Yamagata Aritomo et de Matsukata Masayoshi. Il est élevé au titre de comte (hakushaku) selon le nouveau système de pairie kazoku. Dans le second gouvernement d'Itō Hirobumi, il est nommé ministre de l'Agriculture et du Commerce. Il est cependant impliqué dans un scandale sur de futures transactions et est forcé de démissionner. Après un infarctus, il se retire dans sa résidence d'été à Hakone où il meurt en 1896. Sa tombe se trouve au cimetière d'Aoyama à Tokyo.

## Source de la traduction
- (en) Cet article est partiellement ou en totalité issu de l’article de Wikipédia en anglais intitulé « Gotō Shōjirō » (voir la liste des auteurs).